# Alphonse de Ruble
Alphonse de Ruble, de son nom complet Joseph-Étienne Alphonse, baron de Ruble, né à Toulouse le 6 janvier 1834, mort sur ses terres le 15 janvier 1898, est un membre de l'Académie des inscriptions et belles-lettres, historien, essayiste ; c'est un baron  français d'origine irlandaise.

## Biographie
Son grand-père était le baron Jean François Anne de Ruble, il épousa la fille d'un marquis de Lomagne puis son père, Paul-Joseph Alphonse, épousa la fille du marquis Jean Dadvisard, Clara Pauline. Neveu du comte de Lurde, Alphonse perdit sa mère à sept ans. Il apprit à lire tardivement. Éduqué par un précepteur, puis à la pension Vaugirard, il commença son droit à Toulouse en 1852.
Il vint de bonne heure à Paris (vers 1855), afin de terminer son droit et de s'inscrire ensuite au barreau. Monarchiste, il fut alors secrétaire de Jules Favre. Entré à la Société de l'Histoire de France, dont il devint le président en 1878, il fut également président de la société d'histoire de Paris. En 1868, il épousa Jeanne de Conantre, qui l’accompagna également dans ses travaux. Après avoir espéré à la chute de Napoléon en une éventuelle restauration de la monarchie, il retourna à sa vie familiale après 1871.
Sa vie était réglée avec méthode et sa mémoire impeccable. D'une grande érudition, il hérita de la bibliothèque de son oncle en 1872, 444 livres rares, et devint bibliophile. Membre de l'association des bibliophiles français, il fut désigné pour préparer l'exposition universelle de 1878 (arts anciens). Ses monographies sont précises et fouillées. La mort le prit comme il s'attaquait à l'époque couvrant les guerres de religion après la paix d'Amboise. En 1898, un refroidissement le contraignit à s'aliter. Il mourut en répétant plusieurs fois qu'il en était heureux.
Selon lui, pour bien savoir les choses, « il faut en savoir le détail et remonter aux sources ». « L'histoire, affirmait-il, est un procès sujet à révision ». Peu lui importait d'ailleurs, d'être connu du grand public. Il fut néanmoins président d'un grand nombre de sociétés savantes et reçut le prix Gobert 1887. Il succède à Henri de la Villemarqué à l'Académie des inscriptions et belles-lettres en 1896.

## Travaux
Il débute par la réimpression des Commentaires de Blaise de Monluc (t. 1 en 1864, t. 2 en 1866) et poursuit par les Mémoires inédits de Michel de la Huguerie, puis l'Histoire universelle d'Agrippa d'Aubigné.
Dans le cadre de la société d'histoire de Paris, il publia une étude sur François de Montmorency, une autre sur le colloque de Poissy.
Son principal ouvrage est une Vie de Jeanne d'Albret. Il retrouve la reine de Navarre dans les Poésies de
Jeanne d'Albret et publie aussi  un essai sur la Première jeunesse de Marie Stuart.
On lui doit également un livre consacré aux amours du duc de Nemours et de Françoise de Rohan et une notice biographique sur le comte de Lurde, suivie du catalogue de sa bibliothèque.

## Publications
- « François de Montmorency, gouverneur de Paris et de l'Île-de-France », Mémoires de la Société de l'histoire de Paris et de l'Île-de-France, Paris, Honoré Champion, t. 6,‎ 1879, p. 200-289 (lire en ligne)
- Le mariage de Jeanne d'Albret, Paris, Adolphe Labitte, 1877, XVI-323 p. (présentation en ligne, lire en ligne), [présentation en ligne].
- Antoine de Bourbon et Jeanne d'Albret : suite de Le mariage de Jeanne d'Albret, t. 1, Paris, Adolphe Labitte, 1881, XI-446 p. (présentation en ligne, lire en ligne), [présentation en ligne].
- Antoine de Bourbon et Jeanne d'Albret : suite de Le mariage de Jeanne d'Albret, t. 2, Paris, Adolphe Labitte, 1882, 505 p. (présentation en ligne, lire en ligne), [présentation en ligne].
- Antoine de Bourbon et Jeanne d'Albret : suite de Le mariage de Jeanne d'Albret, t. 3, Paris, Adolphe Labitte, 1885, 391 p. (présentation en ligne, lire en ligne), [présentation en ligne].
- Antoine de Bourbon et Jeanne d'Albret : suite de Le mariage de Jeanne d'Albret, t. 4, Paris, Adolphe Labitte, 1886, 444 p. (présentation en ligne, lire en ligne).
- Le traité de Cateau-Cambrésis (2 et 3 avril 1559), Paris, Éditions Labitte & Émile-Paul, 1889, IV-347 p. (présentation en ligne, lire en ligne).
- Jeanne d'Albret et la guerre civile : suite de Le mariage de Jeanne d'Albret, t. Ier (seul paru), Paris, Émile Paul et Guillemin, 1897, V-471 p. (présentation en ligne, lire en ligne), [présentation en ligne], [présentation en ligne], [présentation en ligne].
- L'assassinat de François de Lorraine, duc de Guise, 18 février 1563, Paris, Émile Paul et fils et Guillemin, 1897, II-237 p. (lire en ligne).